# Provisorischer Staatsrat im Königreich Polen

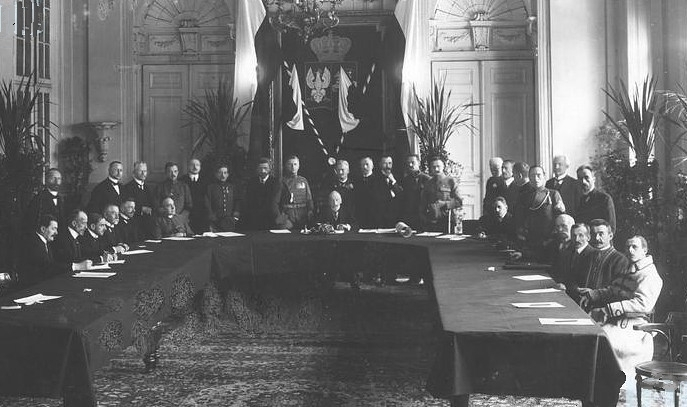
Provisorischer Staatsrat 14. Januar 1917

Der Provisorische Staatsrat im Königreich Polen (polnisch Tymczasowa Rada Stanu w Królestwie Polskim) wurde während des Ersten Weltkriegs am 14. Januar 1917 vom Deutschen Kaiserreich und Österreich-Ungarn ins Leben gerufen, die zuvor Kongresspolen besetzt hatten. Der Gründung des Provisorischen Staatsrates waren die Beschlüsse der Generalgouverneure von Warschau und Lublin vom 6. Dezember 1916 vorausgegangen, die wiederum auf dem Versprechen der Mittelmächte vom 5. November 1916 basierten, gemäß welchen ein polnisches Königreich gegründet werden sollte. Der Staatsrat kam erstmals am 14. Januar 1917 auf dem Warschauer Königsschloss zusammen. Seine Mitglieder erhielten dort von den Generalgouverneuren ihre Ernennungsurkunden. Seinen Sitz nahm der Stadtrat im Kronenberg-Palast. Seine Amtszeit endete bereits am 30. August 1917. Er wurde am 4. Februar 1918 vom Staatsrat im Königreich Polen abgelöst, der bis zum 7. Oktober 1918 tagte.

## Quelle
- Piotr Krzysztof Marszałek: Najwyższe władze wojskowe w systemie ustrojowym II Rzeczypospolitej. Prawnicza i Ekonomiczna Biblioteka Cyfrowa, Wrocław 2011, S. 73 (polnisch).